# محمد اليامي
محمد اليامي (بالإنجليزية: Mohamed Al-Yami)‏ هو عداء مسافات قصيرة سعودي من مواليد 15 مايو 1980. شارك في سباق 4 × 100 متر تتابع رجال في أولمبياد سيدني 2000 مع فريق مكون من جمال الصفار، وسالم مبارك اليامي، ومبارك عطا مبارك. أفضل توقيت حققه العداء في سباق 100 متر هو 10.13 وكان في سنة 2002. محمد اليامي هو شقيق العداء سالم مبارك اليامي.

## المشاركات

### الألعاب الأولمبية الصيفية
| العام             | المسابقة          | المكان            | المركز                  | حدث               | ملاحظة            |
| ينافس لـ السعودية | ينافس لـ السعودية | ينافس لـ السعودية | ينافس لـ السعودية       | ينافس لـ السعودية | ينافس لـ السعودية |
| ----------------- | ----------------- | ----------------- | ----------------------- | ----------------- | ----------------- |
| 2000              | أولمبياد 2000     | سيدني             | 7 (المجموعة 3، الدور 1) | 4x100 متر تتابع   | 39.94             |

#### تفاصيل
| المسابقة               | التوقيت | المكان | التاريخ        | العمر  | الدور       | المجموعة             | الفريق                                                    | المركز             | النتيجة                |
| ---------------------- | ------- | ------ | -------------- | ------ | ----------- | -------------------- | --------------------------------------------------------- | ------------------ | ---------------------- |
| 4 × 100 متر تتابع رجال | 39.94   | سيدني  | 29 سبتمبر 2000 | 20 سنة | الدور الأول | المجموعة الإقصائية 3 | محمد اليامي جمال الصفار سالم مبارك اليامي مبارك عطا مبارك | 7 (مجموعة 3 دور 1) | الإقصاء من الدور الأول |

## أرقام شخصية
| المسابقة | التوقيت | التاريخ |
| -------- | ------- | ------- |
| 100 متر  | 10.13   | 2002    |

## روابط خارجية
- محمد اليامي على موقع الاتحاد الدولي لألعاب القوى (الإنجليزية)
- محمد اليامي على موقع أوليمبيديا (الإنجليزية)
- لم يتم العثور على روابط لمواقع التواصل الاجتماعي.